# Seznam konstruktérů Formule 1
Formule 1 (zkráceně F1), je série závodů založená v roce 1946 a je označována za královskou disciplínu motorsportu. Nejvyšší organizační složkou je Mezinárodní automobilová federace (FIA). Mistrovství světa F1 se skládá ze sérii závodů, které jsou označovány jako Grand Prix (Velká cena). Závodí se na uzavřených autodromech, tratích či městských okruzích různých tvarů a délek. Vozy jsou jednomístné monoposty, k tomuto účelu speciálně vyrobené a jejich technické parametry se mění vzhledem k pravidlům, která se každoročně upravují. Od roku 1950 se pořádá Mistrovství světa jezdců a od roku 1958 se uděluje i pohár konstruktérů.

## Terminologie
Ve Formuli 1 mají termíny konstruktér a účastník odlišné významy. Účastníkem je osoba nebo společnost, která zapisuje jezdce a auta do závodu a která je odpovědná a přípravu a správu vozu během závodního víkendu. Na základě aktivní účasti v průběhu závodu se termín tým používá jako označení účastníka.

### Konstruktéři

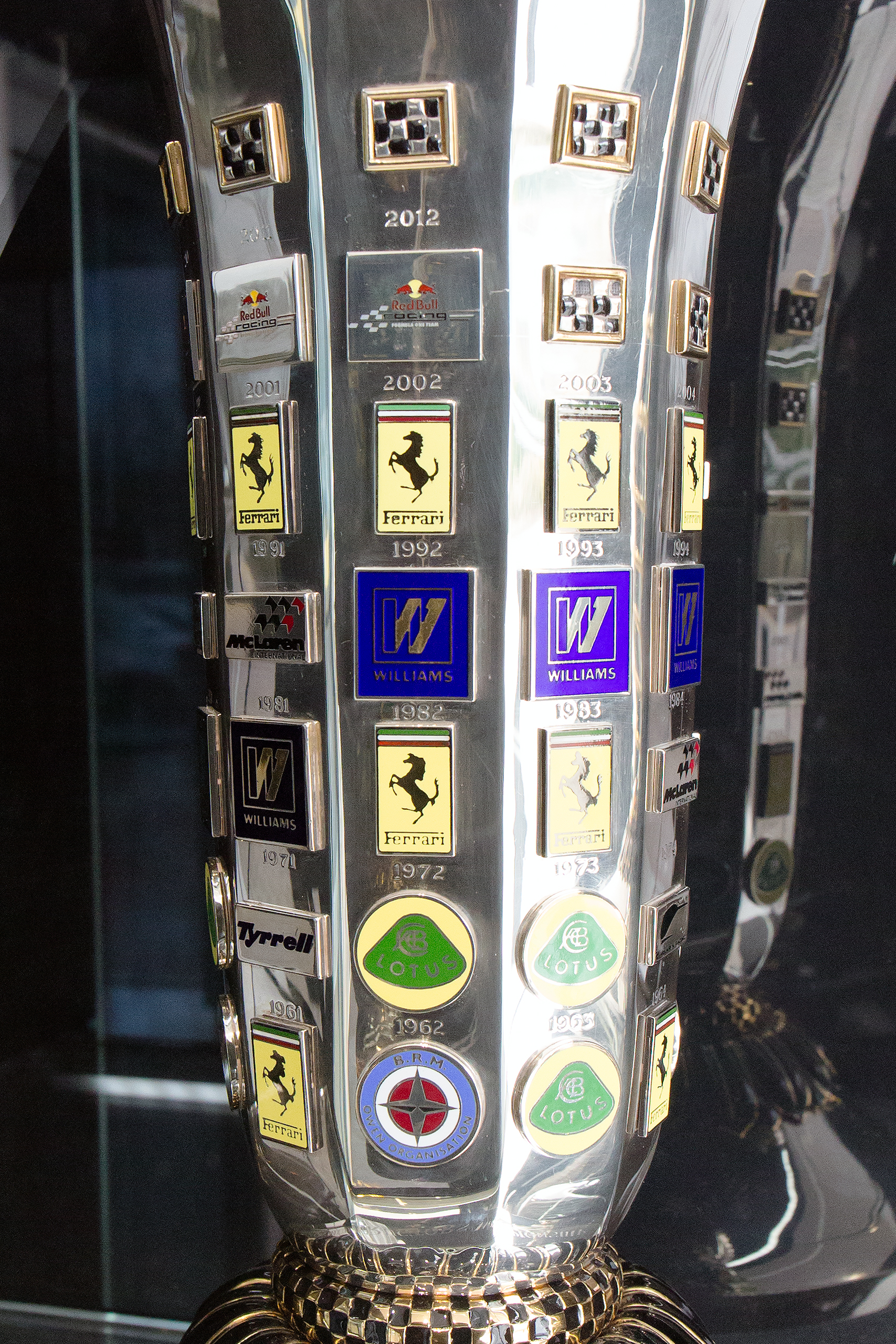
Trofej pro pohár konstruktérů

Podle článku 6.3 Sportovních pravidel FIA je konstruktérem motoru nebo šasi osoba nebo společnost, která drží duševní práva k danému motoru nebo šasi. Titul mistra světa konstruktérů Formule 1 je udělován kompletu motoru a šasi, který získal nejvíce bodů během sezóny. Pokud jsou šasi i motor vyráběny stejným subjektem (například Ferrari nebo Mercedes), je komplet označen jednoduchým jménem konstruktéra. Pokud jsou ale motor a šasí vyráběny rozdílnými subjektu (například McLaren-Mercedes nebo Lotus-Climax), označuje se komplet jmény obou výrobců tak, že jméno výrobce šasi je jako první. Když je šasi používáno s dvěma různými motory, počítá se jako dva různé komplety a získávají body odděleně (například Lotus-Ford).

### Týmy
Od začátku 80. let vyžaduje FIA, aby účastníci sami drželi duševní vlastnictví k šasi, které používají. Tím se termíny účastník, konstruktér a tým staly synonymy. Do té doby mohli výrobci své šasi prodat několika týmům najednou, některé týmy nikdy nepostavily své vlastní.

## Konstruktéři, kteří se účastní sezóny 2025
Počet závodů: Počet závodů, do kterých byl konstruktér přihlášený.
Počet startů: Počet závodů, do kterých konstruktér skutečně nastoupil.
Celkový počet závodů:Počet závodů, do kterých byl konstruktér celkově přihlášený.
Seznam je aktualizovaný po Grand Prix Abú Zabí 2024.
| Konstruktér                     | Motor      | Licence                | Sídlo                                     | Aktivní sezóny        | Počet závodů | Počet startů | Jezdci | Celkový počet závodů | Vítězství | Body    | Pole position | Nejrychlejší kola | Pódiová umístění | Titul konstruktérů | Titul jezdců | Předchozí týmy                                                                                       |
| ------------------------------- | ---------- | ---------------------- | ----------------------------------------- | --------------------- | ------------ | ------------ | ------ | -------------------- | --------- | ------- | ------------- | ----------------- | ---------------- | ------------------ | ------------ | --- |
| Alpine                          | Renault    | Francie                | Spojené království                        | 2021–dosud            | 90           | 90           | 4      | 180                  | 1         | 513     | 0             | 1                 | 6                | 0                  | 0            | Toleman (1981–1985), / Benetton (1986–2001), / Renault (2002–2011, 2016–2020), Lotus (2012–2015)     |
| Aston Martin                    | Mercedes   | Spojené království     | Spojené království                        | 1959–1960, 2021–dosud | 96           | 95           | 7      | 191                  | 0         | 506     | 0             | 3                 | 9                | 0                  | 0            | Jordan (1991–2005), Midland (2006), Spyker (2007), Force India (2008–2018), Racing Point (2019–2020) |
| Ferrari                         | Ferrari    | Itálie                 | Itálie                                    | 1950–dosud            | 1 100        | 1 098        | 82     | 2 326                | 248       | 10 324  | 253           | 263               | 829              | 16                 | 15           | — |
| Haas                            | Ferrari    | Spojené státy americké | Spojené státy americké Spojené království | 2016–dosud            | 190          | 190          | 8      | 380                  | 0         | 307     | 1             | 3                 | 0                | 0                  | 0            | — |
| McLaren                         | Mercedes   | Spojené království     | Spojené království                        | 1966–dosud            | 974          | 970          | 52     | 2 017                | 189       | 6 957,5 | 164           | 171               | 524              | 9                  | 12           | — |
| Mercedes                        | Mercedes   | Německo                | Spojené království                        | 1954–1955, 2010–dosud | 317          | 317          | 12     | 646                  | 129       | 7 690,5 | 141           | 109               | 298              | 8                  | 9            | Tyrrell (1970–1998), BAR (1999–2005), Honda (2006–2008), Brawn (2009)                                |
| Racing Bulls                    | Honda RBPT | Itálie                 | Itálie                                    | 2024–dosud            | 24           | 24           | 3      | 48                   | 0         | 46      | 0             | 1                 | 0                | 0                  | 0            | Minardi (1985–2005), Toro Rosso (2006–2019), AlphaTauri (2020–2023)                                  |
| Red Bull                        | Honda RBPT | Rakousko               | Spojené království                        | 2005–dosud            | 394          | 393          | 11     | 784                  | 122       | 7 837   | 103           | 99                | 282              | 6                  | 8            | Stewart (1997–1999), Jaguar (2000–2004)                                                              |
| Sauber/ BMW Sauber/ Kick Sauber | Ferrari    | Švýcarsko              | Švýcarsko                                 | 1993–2018, 2024–dosud | 489          | 486          | 32     | 950                  | 1         | 869     | 1             | 5                 | 26               | 0                  | 0            | Alfa Romeo (2019–2023)                                                                               |
| Williams                        | Mercedes   | Spojené království     | Spojené království                        | 1978–dosud            | 827          | 826          | 48     | 1 571                | 114       | 3 637   | 128           | 133               | 313              | 9                  | 7            | — |

## Bývalí konstruktéři
Počet závodů: Počet závodů, do kterých byl konstruktér přihlášený.
Počet startů: Počet závodů, do kterých konstruktér skutečně nastoupil.
Celkový počet závodů:Počet závodů, do kterých byl konstruktér celkově přihlášený.
| Konstruktér                                | Licence                                    | Aktivní sezóny                                         | Počet závodů | Počet startů | Jezdci | Celkový počet závodů | Vítězství | Body  | Pole position | Nejrychlejší kola | Pódiová umístění | Titul konstruktérů | Titul jezdců |
| ------------------------------------------ | ------------------------------------------ | ------------------------------------------------------ | ------------ | ------------ | ------ | -------------------- | --------- | ----- | ------------- | ----------------- | ---------------- | ------------------ | ------------ |
| Alex von Falkenhausen Motorenbau           | Německo                                    | 1952–1953                                              | 4            | 4            | 5      | 7                    | 0         | n/a   | 0             | 0                 | 0                | n/a                | 0            |
| Automobiles Gonfaronnaises Sportives (AGS) | Francie                                    | 1986–1991                                              | 80           | 32           | 10     | 124                  | 0         | 2     | 0             | 0                 | 0                | 0                  | 0            |
| Alfa Romeo                                 | Itálie, Švýcarsko                          | 1950–1951, 1979–1985, 2019–2023                        | 214          | 214          | 23     | 443                  | 10        | 199   | 12            | 16                | 26               | 0                  | 2            |
| Alfa Special                               | Jižní Afrika                               | 1963, 1965                                             | 2            | 2            | 1      | 2                    | 0         | 0     | 0             | 0                 | 0                | 0                  | 0            |
| AlphaTauri                                 | Itálie                                     | 2020–2023                                              | 83           | 83           | 6      | 166                  | 1         | 309   | 0             | 2                 | 2                | 0                  | 0            |
| Alta                                       | Spojené království                         | 1950–1952                                              | 5            | 5            | 4      | 6                    | 0         | n/a   | 0             | 0                 | 0                | n/a                | 0            |
| Amon                                       | Nový Zéland                                | 1974                                                   | 4            | 1            | 2      | 4                    | 0         | 0     | 0             | 0                 | 0                | 0                  | 0            |
| Andrea Moda                                | Itálie                                     | 1992                                                   | 12           | 1            | 4      | 15                   | 0         | 0     | 0             | 0                 | 0                | 0                  | 0            |
| Apollon                                    | Švýcarsko                                  | 1977                                                   | 5            | 1            | 1      | 1                    | 0         | 0     | 0             | 0                 | 0                | 0                  | 0            |
| Arrows                                     | Spojené království                         | 1978–2002                                              | 394          | 383          | 36     | 783                  | 0         | 167   | 1             | 0                 | 8                | 0                  | 0            |
| Arzani-Volpini                             | Itálie                                     | 1955                                                   | 1            | 0            | 1      | 1                    | 0         | n/a   | 0             | 0                 | 0                | n/a                | 0            |
| Aston Butterworth                          | Spojené království                         | 1952                                                   | 4            | 1            | 2      | 4                    | 0         | n/a   | 0             | 0                 | 0                | n/a                | 0            |
| Automobili Turismo e Sport                 | Itálie                                     | 1963                                                   | 6            | 6            | 3      | 11                   | 0         | 0     | 0             | 0                 | 0                | 0                  | 0            |
| Auto Technisches Spezialzubehör (ATS)      | Německo                                    | 1977–1984                                              | 107          | 89           | 15     | 146                  | 0         | 7     | 0             | 0                 | 0                | 0                  | 0            |
| British American Racing                    | Spojené království                         | 1999–2005                                              | 118          | 116          | 7      | 236                  | 0         | 227   | 2             | 0                 | 15               | 0                  | 0            |
| Behra-Porsche                              | Německo                                    | 1959–1960                                              | 4            | 2            | 4      | 4                    | 0         | 0     | 0             | 0                 | 0                | 0                  | 0            |
| Bellasi                                    | Švýcarsko                                  | 1970–1971                                              | 6            | 2            | 1      | 6                    | 0         | 0     | 0             | 0                 | 0                | 0                  | 0            |
| Benetton                                   | Spojené království, Itálie                 | 1986–2001                                              | 260          | 260          | 17     | 520                  | 27        | 851,5 | 15            | 36                | 102              | 1                  | 2            |
| Boro                                       | Nizozemsko                                 | 1976–1977                                              | 8            | 6            | 4      | 8                    | 0         | 0     | 0             | 0                 | 0                | 0                  | 0            |
| Brabham                                    | Spojené království                         | 1962–1987, 1989–1992                                   | 403          | 394          | 39     | 995                  | 35        | 843   | 39            | 41                | 124              | 2                  | 4            |
| Brawn                                      | Spojené království                         | 2009                                                   | 17           | 17           | 2      | 34                   | 8         | 172   | 5             | 4                 | 15               | 1                  | 1            |
| British Racing Motors                      | Spojené království                         | 1951, 1956–1977                                        | 208          | 197          | 71     | 559                  | 17        | 385   | 11            | 15                | 61               | 1                  | 1            |
| British Racing Partnership                 | Spojené království                         | 1963–1964                                              | 13           | 13           | 2      | 19                   | 0         | 11    | 0             | 0                 | 0                | 0                  | 0            |
| Bugatti                                    | Francie                                    | 1956                                                   | 1            | 1            | 1      | 1                    | 0         | n/a   | 0             | 0                 | 0                | n/a                | 0            |
| Caterham                                   | Malajsie                                   | 2012–2014                                              | 56           | 56           | 8      | 112                  | 0         | 0     | 0             | 0                 | 0                | 0                  | 0            |
| Cisitalia                                  | Itálie                                     | 1952                                                   | 1            | 0            | 1      | 1                    | 0         | n/a   | 0             | 0                 | 0                | n/a                | 0            |
| Coloni                                     | Itálie                                     | 1987–1991                                              | 65           | 13           | 8      | 81                   | 0         | 0     | 0             | 0                 | 0                | 0                  | 0            |
| Connaught                                  | Spojené království                         | 1952–1959                                              | 18           | 17           | 29     | 52                   | 0         | 0     | 0             | 0                 | 0                | 0                  | 0            |
| Connew                                     | Spojené království                         | 1972                                                   | 2            | 1            | 1      | 2                    | 0         | 0     | 0             | 0                 | 0                | 0                  | 0            |
| Cooper Car Company                         | Spojené království                         | 1950, 1952–1969                                        | 129          | 129          | 111    | 528                  | 16        | 301   | 11            | 14                | 58               | 2                  | 2            |
| Dallara                                    | Itálie                                     | 1988–1992                                              | 80           | 78           | 6      | 144                  | 0         | 15    | 0             | 0                 | 2                | 0                  | 0            |
| De Tomaso                                  | Itálie                                     | 1961–1963, 1970                                        | 15           | 10           | 8      | 18                   | 0         | 0     | 0             | 0                 | 0                | 0                  | 0            |
| Eagle (Anglo American Racers)              | Spojené státy americké                     | 1966–1969                                              | 26           | 26           | 7      | 35                   | 1         | 17    | 0             | 2                 | 2                | 0                  | 0            |
| Eifelland                                  | Německo                                    | 1972                                                   | 8            | 8            | 1      | 8                    | 0         | 0     | 0             | 0                 | 0                | 0                  | 0            |
| Emeryson                                   | Spojené království                         | 1956, 1961–1962                                        | 6            | 4            | 6      | 7                    | 0         | 0     | 0             | 0                 | 0                | 0                  | 0            |
| Eisenacher Motorenwerk                     | Východní Německo                           | 1953                                                   | 1            | 1            | 1      | 1                    | 0         | n/a   | 0             | 0                 | 0                | n/a                | 0            |
| Écurie Nationale Belge                     | Belgie                                     | 1962                                                   | 1            | 1            | 1      | 1                    | 0         | 0     | 0             | 0                 | 0                | 0                  | 0            |
| Ensign                                     | Spojené království                         | 1973–1982                                              | 134          | 98           | 25     | 154                  | 0         | 19    | 0             | 1                 | 0                | 0                  | 0            |
| English Racing Automobiles                 | Spojené království                         | 1950–1952                                              | 7            | 7            | 7      | 12                   | 0         | n/a   | 0             | 0                 | 0                | n/a                | 0            |
| EuroBrun                                   | Itálie                                     | 1988–1990                                              | 46           | 15           | 5      | 76                   | 0         | 0     | 0             | 0                 | 0                | 0                  | 0            |
| Ferguson Research Ltd.                     | Spojené království                         | 1961                                                   | 1            | 1            | 2      | 1                    | 0         | 0     | 0             | 0                 | 0                | 0                  | 0            |
| FIRST                                      | Itálie                                     | 1989                                                   | 1            | 0            | 0      | 0                    | 0         | 0     | 0             | 0                 | 0                | 0                  | 0            |
| Fittipaldi Automotive (Copersucar)         | Brazílie                                   | 1975–1982                                              | 120          | 103          | 8      | 156                  | 0         | 44    | 0             | 0                 | 3                | 0                  | 0            |
| Fondmetal                                  | Itálie                                     | 1991–1992                                              | 29           | 19           | 4      | 42                   | 0         | 0     | 0             | 0                 | 0                | 0                  | 0            |
| Force India (Sahara)                       | Indie                                      | 2008–2018                                              | 203          | 203          | 7      | 406                  | 0         | 987   | 1             | 5                 | 6                | 0                  | 0            |
| Forti                                      | Itálie                                     | 1995–1996                                              | 28           | 23           | 4      | 54                   | 0         | 0     | 0             | 0                 | 0                | 0                  | 0            |
| Frank Williams Racing Cars                 | Spojené království                         | 1972–1976                                              | 61           | 56           | 25     | 112                  | 0         | 6     | 0             | 0                 | 0                | 0                  | 0            |
| Frazer-Nash                                | Spojené království                         | 1952                                                   | 4            | 4            | 2      | 4                    | 0         | n/a   | 0             | 0                 | 0                | n/a                | 0            |
| Fry                                        | Spojené království                         | 1959                                                   | 1            | 0            | 1      | 1                    | 0         | 0     | 0             | 0                 | 0                | 0                  | 0            |
| Gilby Engineering                          | Spojené království                         | 1961–1963                                              | 6            | 3            | 2      | 6                    | 0         | 0     | 0             | 0                 | 0                | 0                  | 0            |
| Gordini                                    | Francie                                    | 1952–1956                                              | 33           | 33           | 23     | 101                  | 0         | n/a   | 0             | 1                 | 2                | n/a                | 0            |
| Greifzu                                    | Východní Německo                           | 1953                                                   | 1            | 1            | 1      | 1                    | 0         | n/a   | 0             | 0                 | 0                | n/a                | 0            |
| Hesketh                                    | Spojené království                         | 1974–1978                                              | 60           | 52           | 15     | 97                   | 1         | 48    | 0             | 1                 | 7                | 0                  | 0            |
| Hill                                       | Spojené království                         | 1975                                                   | 11           | 10           | 6      | 21                   | 0         | 3     | 0             | 0                 | 0                | 0                  | 0            |
| HRT (Hispania Racing Team)                 | Španělsko                                  | 2010–2012                                              | 58           | 56           | 8      | 116                  | 0         | 0     | 0             | 0                 | 0                | 0                  | 0            |
| Honda                                      | Japonsko                                   | 1964–1968, 2006–2008                                   | 88           | 88           | 8      | 154                  | 3         | 154   | 2             | 2                 | 9                | 0                  | 0            |
| HWM (Hersham and Walton Motors)            | Spojené království                         | 1951–1955                                              | 16           | 14           | 15     | 48                   | 0         | n/a   | 0             | 0                 | 0                | n/a                | 0            |
| Jaguar                                     | Spojené království                         | 2000–2004                                              | 85           | 85           | 8      | 170                  | 0         | 49    | 0             | 0                 | 2                | 0                  | 0            |
| JBW                                        | Spojené království                         | 1959–1961                                              | 6            | 5            | 1      | 6                    | 0         | 0     | 0             | 0                 | 0                | 0                  | 0            |
| Jordan                                     | Irsko                                      | 1991–2005                                              | 250          | 250          | 30     | 500                  | 4         | 291   | 2             | 2                 | 19               | 0                  | 0            |
| Kauhsen                                    | Německo                                    | 1979                                                   | 2            | 0            | 1      | 2                    | 0         | 0     | 0             | 0                 | 0                | 0                  | 0            |
| Klenk                                      | Německo                                    | 1954                                                   | 1            | 1            | 1      | 1                    | 0         | n/a   | 0             | 0                 | 0                | n/a                | 0            |
| Kojima                                     | Japonsko                                   | 1976–1977                                              | 2            | 2            | 3      | 3                    | 0         | 0     | 0             | 0                 | 0                | 0                  | 0            |
| Kurtis                                     | Spojené státy americké                     | 1959                                                   | 12           | 12           | 1      | 1                    | 0         | 0     | 0             | 0                 | 0                | 0                  | 0            |
| Lambo (Modena Team)                        | Itálie                                     | 1991                                                   | 16           | 6            | 2      | 32                   | 0         | 0     | 0             | 0                 | 0                | 0                  | 0            |
| Lancia                                     | Itálie                                     | 1954–1955                                              | 4            | 4            | 4      | 10                   | 0         | n/a   | 2             | 1                 | 1                | n/a                | 0            |
| Larrousse                                  | Francie                                    | 1993–1994                                              | 32           | 32           | 7      | 64                   | 0         | 5     | 0             | 0                 | 0                | 0                  | 0            |
| LDS                                        | Jižní Afrika                               | 1962–1963, 1965, 1967–1968                             | 5            | 5            | 3      | 8                    | 0         | 0     | 0             | 0                 | 0                | 0                  | 0            |
| LEC                                        | Spojené království                         | 1977                                                   | 5            | 3            | 1      | 5                    | 0         | 0     | 0             | 0                 | 0                | 0                  | 0            |
| Leyton House                               | Spojené království                         | 1990–1991                                              | 32           | 30           | 3      | 64                   | 0         | 8     | 0             | 0                 | 1                | 0                  | 0            |
| Life                                       | Itálie                                     | 1990                                                   | 14           | 0            | 2      | 14                   | 0         | 0     | 0             | 0                 | 0                | 0                  | 0            |
| Ligier/Talbot Ligier                       | Francie                                    | 1976–1996                                              | 332          | 326          | 28     | 612                  | 9         | 388   | 9             | 10                | 50               | 0                  | 0            |
| Lola                                       | Spojené království                         | 1962–1963, 1967–1968, 1974–1975, 1985–1991, 1993, 1997 | 152          | 146          | 27     | 280                  | 0         | 45    | 1             | 0                 | 3                | 0                  | 0            |
| Lotus (1958–1994)                          | Spojené království                         | 1958–1994                                              | 491          | 489          | 122    | 1 332                | 79        | 1 332 | 107           | 70                | 172              | 7                  | 6            |
| Lotus (2010–2011)                          | Malajsie                                   | 2010–2011                                              | 38           | 38           | 3      | 76                   | 0         | 0     | 0             | 0                 | 0                | 0                  | 0            |
| Lotus (2012–2015)                          | Spojené království                         | 2012–2015                                              | 77           | 77           | 5      | 154                  | 2         | 706   | 0             | 5                 | 25               | 0                  | 0            |
| Lyncar                                     | Spojené království                         | 1974–1975                                              | 2            | 1            | 1      | 2                    | 0         | 0     | 0             | 0                 | 0                | 0                  | 0            |
| Maki                                       | Japonsko                                   | 1974–1976                                              | 8            | 0            | 3      | 8                    | 0         | 0     | 0             | 0                 | 0                | 0                  | 0            |
| Manor                                      | Spojené království                         | 2016                                                   | 21           | 21           | 3      | 42                   | 0         | 1     | 0             | 0                 | 0                | 0                  | 0            |
| March                                      | Spojené království                         | 1970–1977, 1981–1982, 1987–1989, 1992                  | 208          | 197          | 54     | 579                  | 3         | 172,5 | 5             | 7                 | 21               | 0                  | 0            |
| Martini                                    | Francie                                    | 1978                                                   | 9            | 4            | 1      | 7                    | 0         | 0     | 0             | 0                 | 0                | 0                  | 0            |
| Marussia                                   | Rusko, Spojené království                  | 2012–2015                                              | 74           | 73           | 7      | 144                  | 0         | 2     | 0             | 0                 | 0                | 0                  | 0            |
| Maserati                                   | Itálie                                     | 1950–1960                                              | 77           | 70           | 106    | 423                  | 9         | 9     | 10            | 15                | 37               | 0                  | 2            |
| Matra                                      | Francie                                    | 1967–1972                                              | 61           | 61           | 5      | 117                  | 9         | 163   | 4             | 12                | 21               | 1                  | 1            |
| MBM                                        | Švýcarsko                                  | 1961                                                   | 1            | 0            | 1      | 1                    | 0         | 0     | 0             | 0                 | 0                | 0                  | 0            |
| McGuire                                    | Austrálie                                  | 1977                                                   | 1            | 0            | 1      | 1                    | 0         | 0     | 0             | 0                 | 0                | 0                  | 0            |
| Merzario                                   | Itálie                                     | 1978–1979                                              | 31           | 10           | 3      | 32                   | 0         | 0     | 0             | 0                 | 0                | 0                  | 0            |
| Midland                                    | Rusko                                      | 2006                                                   | 18           | 18           | 2      | 36                   | 0         | 0     | 0             | 0                 | 0                | 0                  | 0            |
| Milano                                     | Itálie                                     | 1950                                                   | 1            | 0            | 1      | 1                    | 0         | n/a   | 0             | 0                 | 0                | n/a                | 0            |
| Minardi                                    | Itálie                                     | 1985–2005                                              | 346          | 340          | 42     | 676                  | 0         | 38    | 0             | 0                 | 0                | 0                  | 0            |
| Onyx                                       | Spojené království                         | 1989–1990                                              | 26           | 17           | 6      | 52                   | 0         | 6     | 0             | 0                 | 1                | 0                  | 0            |
| O.S.C.A.                                   | Itálie                                     | 1951–1953, 1958                                        | 7            | 4            | 5      | 11                   | 0         | 0     | 0             | 0                 | 0                | 0                  | 0            |
| Osella                                     | Itálie                                     | 1980–1990                                              | 172          | 132          | 17     | 253                  | 0         | 5     | 0             | 0                 | 0                | 0                  | 0            |
| Pacific                                    | Spojené království                         | 1994–1995                                              | 33           | 22           | 5      | 66                   | 0         | 0     | 0             | 0                 | 0                | 0                  | 0            |
| Parnelli                                   | Spojené státy americké                     | 1974–1976                                              | 16           | 16           | 1      | 16                   | 0         | 6     | 0             | 1                 | 0                | 0                  | 0            |
| Penske                                     | Spojené státy americké                     | 1974–1977                                              | 41           | 40           | 7      | 46                   | 1         | 23    | 0             | 0                 | 3                | 0                  | 0            |
| Porsche                                    | Německo                                    | 1957–1964                                              | 36           | 33           | 13     | 75                   | 1         | 46    | 1             | 0                 | 5                | 0                  | 0            |
| Prost                                      | Francie                                    | 1997–2001                                              | 83           | 83           | 9      | 166                  | 0         | 35    | 0             | 0                 | 3                | 0                  | 0            |
| RAM                                        | Spojené království                         | 1983–1985                                              | 44           | 31           | 8      | 73                   | 0         | 0     | 0             | 0                 | 0                | 0                  | 0            |
| Racing Point Force India                   | Spojené království                         | 2018                                                   | 9            | 9            | 2      | 18                   | 0         | 52    | 0             | 0                 | 0                | 0                  | 0            |
| Racing Point                               | Spojené království                         | 2019–2020                                              | 38           | 38           | 3      | 76                   | 1         | 268   | 1             | 0                 | 4                | 0                  | 0            |
| RE                                         | Rhodesie                                   | 1965                                                   | 1            | 0            | 1      | 1                    | 0         | 0     | 0             | 0                 | 0                | 0                  | 0            |
| Renault                                    | Francie, Spojené království                | 1977–1985, 2002–2011, 2016–2020                        | 403          | 400          | 26     | 788                  | 35        | 1 777 | 51            | 33                | 103              | 2                  | 2            |
| Rebaque                                    | Mexiko                                     | 1979                                                   | 3            | 1            | 1      | 3                    | 0         | 0     | 0             | 0                 | 0                | 0                  | 0            |
| Rial                                       | Německo                                    | 1988–1989                                              | 32           | 21           | 6      | 48                   | 0         | 6     | 0             | 0                 | 0                | 0                  | 0            |
| Scarab                                     | Spojené státy americké                     | 1960                                                   | 5            | 2            | 4      | 10                   | 0         | 0     | 0             | 0                 | 0                | 0                  | 0            |
| Scirocco                                   | Spojené království                         | 1963–1964                                              | 7            | 5            | 3      | 9                    | 0         | 0     | 0             | 0                 | 0                | 0                  | 0            |
| Shadow                                     | Spojené státy americké, Spojené království | 1973–1980                                              | 112          | 103          | 21     | 240                  | 1         | 67,5  | 3             | 2                 | 7                | 0                  | 0            |
| Shannon                                    | Spojené království                         | 1966                                                   | 1            | 1            | 1      | 1                    | 0         | 0     | 0             | 0                 | 0                | 0                  | 0            |
| Simca-Gordini                              | Francie                                    | 1950–1953                                              | 15           | 14           | 11     | 29                   | 0         | n/a   | 0             | 0                 | 0                | n/a                | 0            |
| Simtek                                     | Spojené království                         | 1994–1995                                              | 21           | 21           | 7      | 40                   | 0         | 0     | 0             | 0                 | 0                | 0                  | 0            |
| Spirit                                     | Spojené království                         | 1983–1985                                              | 25           | 23           | 3      | 25                   | 0         | 0     | 0             | 0                 | 0                | 0                  | 0            |
| Spyker                                     | Nizozemsko                                 | 2007                                                   | 17           | 17           | 4      | 34                   | 0         | 1     | 0             | 0                 | 0                | 0                  | 0            |
| Stebro                                     | Kanada                                     | 1963                                                   | 1            | 1            | 1      | 1                    | 0         | 0     | 0             | 0                 | 0                | 0                  | 0            |
| Stewart                                    | Spojené království                         | 1997–1999                                              | 49           | 49           | 4      | 98                   | 1         | 47    | 1             | 0                 | 5                | 0                  | 0            |
| Super Aguri                                | Japonsko                                   | 2006–2008                                              | 39           | 39           | 5      | 39                   | 0         | 4     | 0             | 0                 | 0                | 0                  | 0            |
| Surtees                                    | Spojené království                         | 1970–1978                                              | 119          | 118          | 38     | 260                  | 0         | 53    | 0             | 3                 | 2                | 0                  | 0            |
| SVA                                        | Itálie                                     | 1950                                                   | 1            | 0            | 1      | 1                    | 0         | n/a   | 0             | 0                 | 0                | n/a                | 0            |
| Talbot-Lago                                | Francie                                    | 1950–1951                                              | 13           | 13           | 18     | 81                   | 0         | n/a   | 0             | 0                 | 2                | n/a                | 0            |
| Tec-Mec                                    | Spojené státy americké                     | 1959                                                   | 1            | 1            | 1      | 1                    | 0         | 0     | 0             | 0                 | 0                | 0                  | 0            |
| Tecno                                      | Itálie                                     | 1972–1973                                              | 12           | 10           | 3      | 14                   | 0         | 1     | 0             | 0                 | 0                | 0                  | 0            |
| Theodore                                   | Hongkong                                   | 1978, 1981–1983                                        | 51           | 34           | 10     | 64                   | 0         | 2     | 0             | 0                 | 0                | 0                  | 0            |
| Token                                      | Spojené království                         | 1974                                                   | 4            | 3            | 3      | 4                    | 0         | 0     | 0             | 0                 | 0                | 0                  | 0            |
| Toleman                                    | Spojené království                         | 1981–1985                                              | 70           | 53           | 9      | 131                  | 0         | 26    | 1             | 2                 | 3                | 0                  | 0            |
| Toro Rosso                                 | Itálie                                     | 2006–2019                                              | 268          | 268          | 14     | 536                  | 1         | 500   | 1             | 1                 | 3                | 0                  | 0            |
| Toyota                                     | Japonsko                                   | 2002–2009                                              | 140          | 139          | 9      | 276                  | 0         | 278,5 | 3             | 3                 | 13               | 0                  | 0            |
| Trojan                                     | Spojené království                         | 1974                                                   | 8            | 6            | 1      | 8                    | 0         | 0     | 0             | 0                 | 0                | 0                  | 0            |
| Tyrrell                                    | Spojené království                         | 1970–1998                                              | 433          | 430          | 47     | 884                  | 23        | 617   | 14            | 20                | 77               | 1                  | 2            |
| Vanwall                                    | Spojené království                         | 1954–1960                                              | 29           | 28           | 12     | 66                   | 9         | 48    | 7             | 6                 | 13               | 1                  | 0            |
| Venturi                                    | Francie                                    | 1992                                                   | 16           | 16           | 2      | 32                   | 0         | 1     | 0             | 0                 | 0                | 0                  | 0            |
| Veritas                                    | Německo                                    | 1951–1953                                              | 6            | 6            | 15     | 18                   | 0         | n/a   | 0             | 0                 | 0                | n/a                | 0            |
| Virgin                                     | Spojené království, Rusko                  | 2010–2011                                              | 38           | 38           | 3      | 76                   | 0         | 0     | 0             | 0                 | 0                | 0                  | 0            |
| Wolf (Walter Wolf Racing)                  | Kanada                                     | 1977–1979                                              | 48           | 47           | 4      | 54                   | 3         | 79    | 1             | 2                 | 13               | 0                  | 0            |
| Zakspeed                                   | Německo                                    | 1985–1989                                              | 74           | 54           | 7      | 136                  | 0         | 2     | 0             | 0                 | 0                | 0                  | 0            |
| Konstruktér                                | Licence                                    | Aktivní sezóny                                         | Počet závodů | Počet startů | Jezdci | Celkový počet závodů | Vítězství | Body  | Pole position | Nejrychlejší kola | Pódiová umístění | Titul konstruktérů | Titul jezdců |

### 500 mil Indianapolis
Seznam konstruktérů, kteří se účastnili pouze závodů 500 mil Indianapolis v letech 1950 až 1960. Všichni konstruktéři sídlili ve Spojených státech amerických.
- Adams
- Bromme
- Christensen
- Deidt
- Del Roy
- Dunn
- Elder
- Epperly
- Ewing
- Hall
- Kuzma
- Langley
- Lesovsky
- Marchese
- Meskowski
- Moore
- Nichels
- Olson
- Pankratz
- Pawl
- Phillips
- Rae
- Schroeder
- Sherman
- Snowberger
- Stevens
- Sutton
- Trevis
- Turner
- Watson
- Wetteroth